# Canon EOS 1200D
Die Canon EOS 1200D (in Japan EOS Kiss X70, in den USA EOS Rebel T5) ist eine digitale Spiegelreflex-Kamera des japanischen Herstellers Canon, die in Deutschland Ende März 2014 auf den Markt gebracht wurde. Am 10. März 2016 wurde ihr Nachfolger, die Canon EOS 1300D, angekündigt, die im April 2016 erschienen ist.

## Technische Merkmale
Der Bildsensor hat eine Auflösung von 18 Megapixel. Die Kamera ist in der Lage, Videos im Full-HD-Format (1920 × 1080 Pixel, 1080p) aufzunehmen.